# Élections législatives de 1986 dans le Cantal
Les élections législatives françaises de 1986 ont lieu le 16 mars 1986. Dans le département du Cantal, deux députés sont à élire dans le cadre d'un scrutin proportionnel par liste départementale à un seul tour.

## Élus
| Député élu    |  | Parti |
| ------------- |  | ----- |
| Pierre Raynal |  | RPR   |
| René Souchon  |  | PS    |

## Listes en présence

### Extrême gauche (MPPT)
| N° | Candidats       | Parti | Parti | Principales fonctions                    |
| -- | --------------- | ----- | ----- | ---------------------------------------- |
| 01 | Alain Crégut    |       | MPPT  | Ouvrier métallurgiste, Riom-ès-Montagnes |
| 02 | Philippe Besson |       | MPPT  | Fonctionnaire                            |
|    |                 |       |       |                                          |
| 03 | François Paquis |       | MPPT  | Fonctionnaire                            |
| 04 | Thierry Grapin  |       | MPPT  | Agent EDF                                |

### Parti communiste français
| N° | Candidats       | Parti | Parti | Principales fonctions                                             |
| -- | --------------- | ----- | ----- | ----------------------------------------------------------------- |
| 01 | Nils Balanche   |       | PCF   | Ingénieur météo                                                   |
| 02 | Jean Cipière    |       | PCF   | Maire de Leynhac, ancien conseiller général, instituteur retraité |
|    |                 |       |       |                                                                   |
| 03 | Simone Pelmoine |       | PCF   | Agricultrice                                                      |
| 04 | Raymond Bayol   |       | PCF   | Conseiller municipal de Saint-Flour, professeur de collège        |

### Parti socialiste
| N° | Candidats        | Parti | Parti | Principales fonctions |
| -- | ---------------- | ----- | ----- | --- |
| 01 | René Souchon     |       | PS    | Ministre délégué, conseiller régional, conseiller général du Canton d'Aurillac-I et maire d'Aurillac , inspecteur d'orientation |
| 02 | Daniel Vendries  |       | PS    | Maire du Vigean, enseignant |
|    |                  |       |       | |
| 03 | Jean Meyniel     |       | PS    | Directeur de la Caisse d'Epargne                                                                                                |
| 04 | Firmin Bédoussac |       | PS    | Député sortant et maire d'Omps, ancien conseiller général du Canton de Saint-Mamet-la-Salvetat, agriculteur                     |

### Opposition (RPR-UDF-CNI)
| N° | Candidats              | Parti | Parti | Principales fonctions |
| -- | ---------------------- | ----- | ----- | --- |
| 01 | Pierre Raynal          |       | RPR   | Député sortant, conseiller général du Canton de Chaudes-Aigues, président du conseil général et maire de Chaudes-Aigues, médecin |
| 02 | Louis-Jacques Liandier |       | RPR   | Conseiller municipal d'Aurillac, commerçant                                                                                      |
|    |                        |       |       | |
| 03 | Pierre Charlanne       |       | RPR   | Conseiller général du Canton de Mauriac et maire de Jaleyrac, agriculteur                                                        |
| 04 | Bernard Laurens        |       | CNI   | Conseiller général du Canton de Maurs et maire du Trioulou, chargé de mission à la MSA                                           |

### Extrême droite (FN)
| N° | Candidats               | Parti | Parti | Principales fonctions           |
| -- | ----------------------- | ----- | ----- | ------------------------------- |
| 01 | Odette Teuillet-Lapeyre |       | FN    | Ancienne secrétaire du FN       |
| 02 | Georges Perret          |       | FN    | Directeur d'entreprise retraité |
| 03 | Jean-Pierre Félix       |       | FN    | Conseiller médico-social        |
|    |                         |       |       |                                 |
| 04 | Thierry André           |       | FN    | Représentant de commerce        |

### Extrême droite (POE)
| N° | Candidats                 | Parti | Parti | Principales fonctions  |
| -- | ------------------------- | ----- | ----- | ---------------------- |
| 01 | Christian Burriat         |       | POE   | Instituteur            |
| 02 | Jacqueline Tourne         |       | POE   | Secrétaire             |
|    |                           |       |       |                        |
| 03 | Monica Madiot d'Auge      |       | POE   | Sage-femme             |
| 04 | Jean-Paul Buffel du Vaure |       | POE   | Mandataire d'assurance |

## Résultats

### Résultats à l'échelle du département
| Liste Parti politique | Liste Parti politique                                                                                              | Tête de liste           | Tour unique | Tour unique | Sièges |
| Liste Parti politique | Liste Parti politique                                                                                              | Tête de liste           | Voix        | %           | Sièges |
| --------------------- | --- | ----------------------- | ----------- | ----------- | ------ |
|                       | Liste d'union de l'opposition Rassemblement pour la République (UDF - CNIP - PRV)                                  | Pierre Raynal           | 55 370      | 56,01       | 1      |
|                       | Pour une majorité de progrès avec le président de la République Parti socialiste                                   | René Souchon            | 34 996      | 35,40       | 1      |
|                       | Liste présentée par le Parti communiste français Parti communiste français                                         | Nils Balanche           | 4 697       | 4,75        | 0      |
|                       | Liste de Rassemblement national présentée par le Front national Front national                                     | Odette Teuillet-Lapeyre | 3 066       | 3,10        | 0      |
|                       | Liste du Mouvement pour un parti des travailleurs Cantal Extrême gauche (Mouvement pour un parti des travailleurs) | Alain Crégut            | 642         | 0,65        | 0      |
|                       | Liste du Parti ouvrier européen Extrême droite (Parti ouvrier européen)                                            | Christian Burriat       | 75          | 0,07        | 0      |
|                       | |                         |             |             |        |
| Inscrits              | Inscrits | Inscrits                | 125 506     | 100,00      | 2      |
| Abstentions           | Abstentions | Abstentions             | 23 025      | 18,34       |        |
| Votants               | Votants | Votants                 | 102 481     | 81,65       |        |
| Blancs et nuls        | Blancs et nuls | Blancs et nuls          | 3 635       | 3,55        |        |
| Exprimés              | Exprimés | Exprimés                | 98 846      | 96,45       |        |